# Arneis

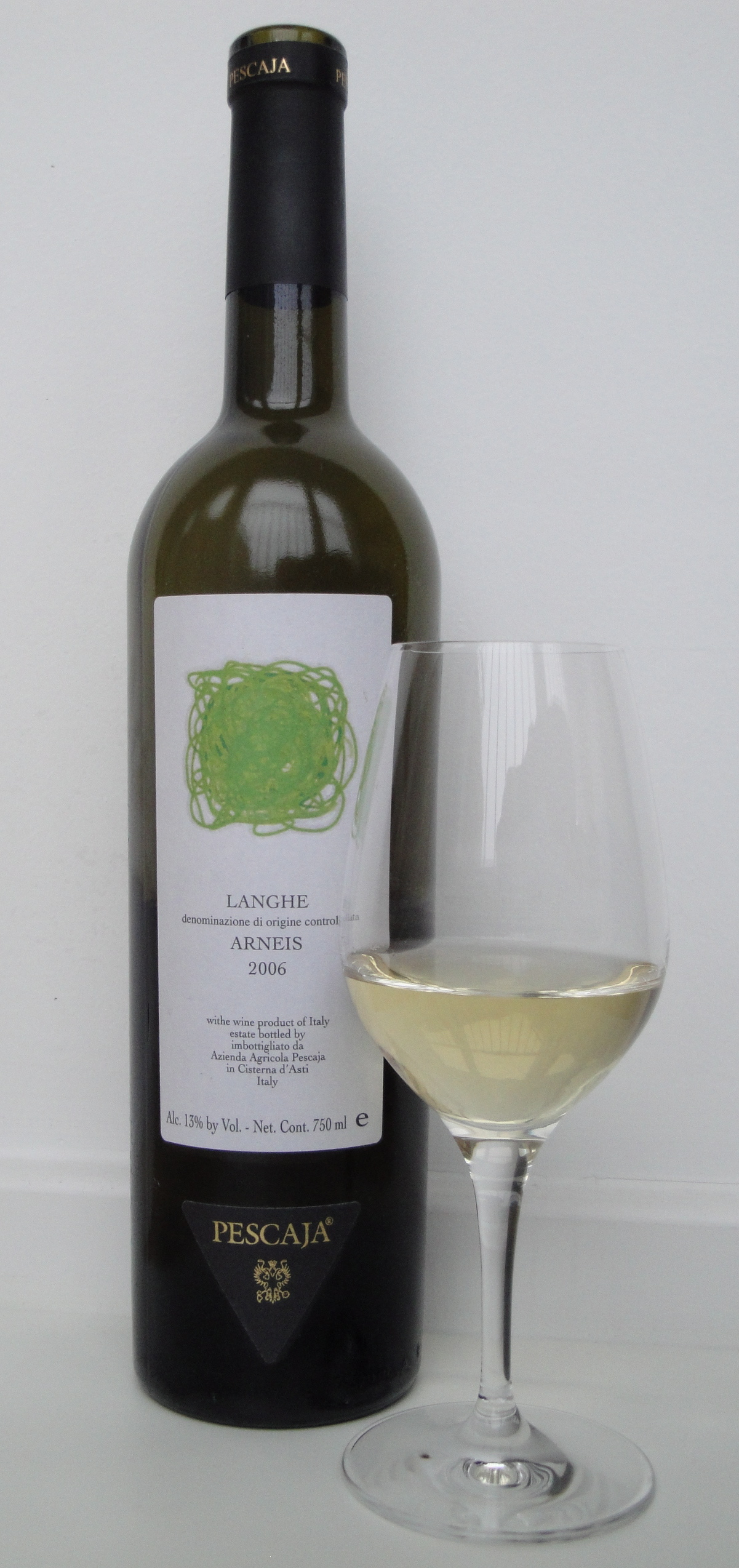
Vino de arneis.

La arneis es una uva blanca de vino originaria del Piamonte, Italia. Es habitual en las colinas de Roero, al noroeste de Alba, donde es parte de la Denominazione di Origine Controllata e Garantita (DOCG) Roero. También se usa para producir vinos de la DOC Langhe.
La arneis ("pequeño bribón" en piamontés) es llamada así porque es una variedad difícil de cultivar. Es una variedad fresca y floral y se cultiva desde hace siglos en la región. Los vinos blancos hechos de arneis tienden a ser secos y con mucho cuerpo, con notas a pera y albaricoque.

## Historia
Los historiadores no se ponen de acuerdo durante cuánto tiempo ha crecido esta variedad en el Piamonte y bajo qué sinónimos. Una posible raíz de la palabra arneis es la palabra piamontesa renesi, que aparece en varias descripciones de uvas en el siglo XV. Algunos historiadores creen que la arneis podría haber sido la uva ranaysii que se documentó en 1432 en los alrededores de la villa de Chieri, en la provincia de Turín. La uva reneysium está documentada en 1478 en el entorno de Canale, en la provincia de Cuneo. La primera vez que se usó el nombre arneis fue en una lista del ampelógrafo italiano Giuseppe di Rovasenda de 1877. En ella se dice que la uva estaba implantada en el Piamonte.
La arneis no tiene ninguna relación genética destacable con la uva tinta piamontesa nebbiolo, aunque ambas variedades tienen varios sinónimos comunes y una historia muy pareja. Durante siglos, la uva blanca arneis fue usada para suavizar los vinos tánicos y duros de nebbiolo en la región de Barolo, ganando así los sinónimos de nebbiolo bianco, Barolo bianco o white Barolo. En algunos viñedos, la arineis es platanda mezclada con la nebbiolo para que la dulzura de la arneis madura atraiga a los pájaros y apartarlos así de los racimos de la nebbiolo, que es más valiosa.
En el siglo XX, los productores de Barolo empezaron a centrarse en producir monovarietales de nebbiolo, lo que provocó que las hectáreas de arneis disminuyeran hasta casi extinguir la variedad. En la década de 1970 solo había dos productores realizando vinos con arneis: Bruno Giacosa y Vietti. En la década de 1980 hubo un resurgimiento del interés por el vino blanco del Piamonte y las plantaciones de arneis comenzaron a aumentar. En el año 2000 había 745 ha. En 2006 la cantidad había disminuido hasta las 610 ha. Casi todas las plantaciones se encuentran en las regiones de Roero y Langhe, en el Piamonte.

## Regiones
La arneis está sobre todo en la región del Piamonte, donde es usada en las DOC/G de Roero y Langhe. Es un componente de mezcla en vinos basados en nebbiolo realizados en Roero, aunque esto cada vez es menos común. En 2004, se produjeron aproximadamente 38 000 hectólitros de arneis en ambas regiones. A las afueras de Piamonte, se pueden ver pequeñas superficies de esta variedad en Liguria y en la isla italiana de Cerdeña.
En los Estados Unidos, la arneis se encuentra sobre todo en el Condado de Sonoma de California y en el valle del Willamette de Oregón. Otras American Viticultural Areas (AVAs) con algunas plantaciones de esta variedad son las de Mendocino, el Río Ruso, Paicines y el valle Santa Ynez. También hay plantaciones de esta variedad en Willcox, Arizona. En el siglo XXI ha empezado a haber plantaciones de arneis en las regiones australianas de Tasmania, Victoria y Nueva Gales del Sur, así como en la región neozelandesa de Gisborne.

## Viticultura y vinificación
La vid de arneis puede ser difícil de cultivar. La uva tiene una baja acidez y tiene tendencia a la sobremaduración y se cosecha después de septiembre. Además, la vid es propensa al míldiu aunque recientes investigaciones han demostrado que algunos clones de la vid son más resistentes al míldiu. La vid es propensa a producir pocos brotes y dar un rendimiento bajo. Esto, unido a que su vino se oxida fácilmente, ayudaron a su declive desde principios a mediados del siglo XIX. Un mayor conocimiento de la variedad en la segunda mitad del siglo XX ayudó a aumentar el interés por la variedad. Los productores notaron que los suelos arenosos y con tiza de los alrededores de Roero dan a las uvas de arneis más acidez y estructura mientras que si la arneis se planta en suelos arenosos y arcillosos desarrolla un aroma elegante y exótico.
El papel histórico de la arneis fue el de suavizar el vino de nebbiolo, aunque hoy es más común que la arneis se use para vinos monovarietales. Los vinos fermentados y/o envejecidos en barrica de roble pueden tener más cuerpo mientras que los que no tienen la influencia del roble tienen más características aromáticas y perfumadas.
La arneis tiene potencial para producir vinos muy perfumados con aromas a almendra, albaricoques, melocotón, peras y lúpulo. Algunos productores fabrican un vino de arneiss cosechada de forma tardía, conocido como passito.

## Sinónimos
La arneis es conocida como bianchetta, bianchetta d'Alba, bianchetta di Alba, bianchetto, bianchetto albese, bianchetto di Alba, bianchetto di Verzuolo y nebbiolo bianco.